# Estación de Alcalá de Henares-Universidad
Alcalá de Henares-Universidad, antes llamada Alcalá-Universidad, es un apeadero ferroviario español situado en la zona este de Alcalá de Henares, entre el Campus de la Universidad de Alcalá (UAH) y el Centro Comercial Quadernillos. Forma parte de las líneas C-2 y C-8 de la red de Cercanías Madrid, operada por Renfe.
Dispone de la entrada principal, cercana a la Universidad, y otra más pequeña en el lado contrario que da al aparcamiento del centro comercial Quadernillos. Apenas está señalizada y se encuentra en el extremo del andén dirección hacia Guadalajara.
Cerca de la estación se encuentran algunos centros de estudios de la UAH como la Facultad de Biología o el aulario de Ciencias. A finales de 2021, la estación comenzó su remodelación en la zona externa, con nuevas aceras y una nueva plaza.

## Situación ferroviaria
El apeadero se encuentra situada en el punto kilométrico 36,7 de la línea férrea de ancho ibérico que une Madrid con Barcelona, a 595 metros de altitud, entre las estación de Alcalá de Henares y el apeadero de Meco. El tramo es de vía doble y está electrificado.

## Historia
El apeadero fue inaugurado en diciembre de 1975 y en 1989 se integró como parte de la línea C-2. Desde el 5 de noviembre de 2018, la línea C-8 también presta servicio en el apeadero. Dispone de servicio CIVIS que la conecta directamente con las principales estaciones de la red de Cercanías de la línea C-2 con menos paradas intermedias.
Desde 1978 una locomotora fue emblema de esta zona de Alcalá de Henares y del campus externo de la universidad. En 2013 fue retirada por la Fundación de los Ferrocarriles Españoles, que la cedió para su restauración y exhibición pública en una bodega de La Rioja.

## Servicios ferroviarios

### Cercanías
| procedencia/destino                              | < estación        | Línea | estación > | destino/procedencia |
| ------------------------------------------------ | ----------------- | ----- | ---------- | ------------------- |
| Chamartín                                        | Alcalá de Henares |       | Meco       | Guadalajara         |
| Cercedilla                                       | Alcalá de Henares |       | Meco       | Guadalajara         |
| Santa María de la Alameda-Peguerinos El Escorial | Alcalá de Henares |       | Meco       | Guadalajara         |
| Chamartín                                        | Alcalá de Henares |       | Meco       | Guadalajara         |

## Conexiones

### Autobuses
| Diurnos |                              |                                                            |           |
| Línea   | Destino                      | Parada                                                     | Operador  |
| 1A      | Circular Alcalá de Henares A | 20525 Doña Inés Ulloa - Est. Alcalá de Henares-Universidad | Alcalábus |
| 1B      | Circular Alcalá de Henares B | 20525 Doña Inés Ulloa - Est. Alcalá de Henares-Universidad | Alcalábus |
| 11      | La Garena                    | 20526 Doña Inés Ulloa - Est. Alcalá de Henares-Universidad | Alcalábus |

| Diurnos |                                           |                                                              |          |
| Línea   | Destino                                   | Parada                                                       | Operador |
| 275     | Alcalá - Los Santos de la Humosa - Alcalá | 16949 C.C. Quadernillos - Est. Alcalá de Henares-Universidad | Monbus   |
| VAC-243 | Madrid (Avenida de América)               | 16949 C.C. Quadernillos - Est. Alcalá de Henares-Universidad | ALSA     |
| VAC-243 | Guadalajara                               | 16949 C.C. Quadernillos - Est. Alcalá de Henares-Universidad | ALSA     |
| FS2     | Torrelaguna                               | 20526 Doña Inés Ulloa - Est. Alcalá de Henares-Universidad   | ALSA     |